# Baylon Spector
Baylon Spector (Calhoun, Georgia, 20 de octubre de 1998) es un jugador profesional estadounidense de fútbol americano que se desempeña en la posición de linebacker en Buffalo Bills, equipo de la National Football League (NFL).

## Carrera
Fue seleccionado en la séptima ronda de la Reunión Anual de Selección de Jugadores de la NFL de 2022. Hizo su debut profesional con el equipo Buffalo Bills, donde lleva jugando dos temporadas.